# Reymond Fuentes
Pour les articles homonymes, voir Fuentes.
Reymond Fuentes (né le 12 février 1991 à Orlando, Floride, États-Unis) est un voltigeur des Royals de Kansas City de la Ligue majeure de baseball.

## Carrière
Joueur de baseball à l'école secondaire à Porto Rico, Reymond Fuentes est le premier choix des Red Sox de Boston en 2009. Alors qu'il évolue toujours en ligues mineures, Fuentes est échangé avec deux autres joueurs d'avenir, le premier but Anthony Rizzo et le lanceur droitier Casey Kelly, aux Padres de San Diego, contre le joueur de premier but étoile Adrian Gonzalez.
En 2011, Fuentes s'aligne avec l'équipe de Porto Rico aux Jeux panaméricains et à la Coupe du monde de baseball.
Il s'aligne avec l'équipe mondiale au match des étoiles du futur le 14 juillet 2013 au Citi Field de New York.
Fuentes fait ses débuts dans le baseball majeur avec San Diego le 26 août 2013. Il dispute 23 matchs des Padres en fin de saison et réussit son premier coup sûr au plus haut niveau le 1er septembre contre le lanceur Ronald Belisario des Dodgers de Los Angeles.  
Après une année 2014 passée en ligues mineures avec des clubs affiliés aux Padres, il est échangé aux Royals de Kansas City le 20 novembre 2014 en retour du lanceur gaucher des ligues mineures Kyle Bartsch.

## Vie personnelle
Reymond Fuentes est un cousin du joueur de baseball Carlos Beltrán.